# Новедрате
Новедрате (итал. Novedrate) је насеље у Италији у округу Комо, региону Ломбардија.
Према процени из 2011. у насељу је живело 2872 становника. Насеље се налази на надморској висини од 279 м.

## Становништво
Према резултатима пописа становништва 2011. у општини је живело 2.873 становника.
| 1931. | 1936. | 1951. | 1961. | 1971. | 1981. | 1991. | 2001. | 2011. |
| ----- | ----- | ----- | ----- | ----- | ----- | ----- | ----- | ----- |
| 1.054 | 1.080 | 1.223 | 1.654 | 1.786 | 2.180 | 2.566 | 2.889 | 2.873 |